# Euryoryzomys lamia
Euryoryzomys lamia és una espècie de mamífer rosegador de la família dels cricètids. És endèmic del centre del Brasil (estats de Minas Gerais i Goiás), on viu a altituds d'entre 700 i 900 msnm. El seu hàbitat natural són els enclavaments de bosc dins el cerrado. Està amenaçat per l'expansió de l'agricultura, la ramaderia i la tala d'arbres. No hi ha dades sobre la seva abundància.